# Ruslán Stratónovich
Ruslán Leóntievich Stratónovich (Moscú, 21 de mayo de 1930 - 13 de enero de 1997) fue un físico, ingeniero y matemático ruso.
Inventó el cálculo estocástico, alternativo al cálculo de Itō. El cálculo de Stratónovich aparece de manera natural cuando el proceso modelado está sujeto a leyes físicas. La integral de Stratónovich aparece en su cálculo estocástico. 
También resolvió el problema del filtro no lineal óptimo basado en su teoría de los procesos de Márkov condicionales, que publicó en una serie de artículos en 1959 y 1960. El filtro de Kalman (1961) es un caso particular del suyo. Otras contribuciones suyas incluyen la transformación de Hubbard-Stratónovich y el desarrollo de la teoría del valor de la información en 1965.
Su último libro trató problemas de termodinámica no lineal en situaciones de falta de equilibrio.

## Premios
- Premio Lomonósov de la Universidad de Moscú, 1984
- Premio estatal de la URSS, 1988
- Premio estatal de la Federación Rusa, 1996